# オレゴン州議会
オレゴン州議会（オレゴンしゅうぎかい、英語: Oregon Legislative Assembly）はアメリカ合衆国オレゴン州の立法府である。両院制を採用し、上院と下院が存在する。上院は定員30名、任期4年、下院は定員60名、任期2年である。両院ともに在任期間に制限はない。
上院の各選挙区は、下院のちょうど2つの選挙区で構成される。上院第1選挙区は下院第1選挙区と第2選挙区を含み、上院第2選挙区は下院第3選挙区と下院第4選挙区を含む、といった具合である。上院の選挙区には約127,700人が含まれ、10年ごとに再編成される。
議会は「市民議会」と呼ばれている（つまり、ほとんどの議員は他の仕事を持っている）。1885年以来、最長160日間の会期は奇数年の1月第2月曜日に始まった。2012年からは年次会期制に移行し、偶数年は2月から35日以内の「短期会期」となる。

## 法案
法案提出は両院に認められているが、事前に委員会の承認を得る必要がある。ただし、収益増に関する法案は下院にのみ審議が認められる。

## 会期
2010年11月の総選挙で有権者に付託された立法決議により、州憲法が改正され、定例議会の日程が隔年から年1回に変更された。上院共同決議41号は州議会投票第71号として投票され、大差で州を通過した。限定的な例外を除き、第71号議案によって制定された憲法改正により、奇数年に始まる立法会期は160暦日、偶数年に始まる立法会期は35暦日に制限された。この変更は2011年の会期から施行された。最初の35会期（すなわち1929年まで）は50日以内であった。1949年以降、会期が100日を下回ったことはない。最も会期が長かったのは、2003年8月27日に終了した第72回通常会期で、227日間だった。最近の会期は6月か7月に終了している。
1976年に有権者が憲法改正案を承認し、議会が自ら会期を召集できるようになるまでは、オレゴン州知事だけが議会を臨時会期として召集することができた。いずれの場合も、臨時議会は「緊急の場合」にのみ許可される。1990年には、年次会期を設けるという憲法改正案が有権者の反対により僅差で否決された。1982年の臨時会期は37日間、2002年には知事が議会を5回招集し、合計52日間が臨時会期となった。2006年の臨時会期はオレゴン州史上最も短く、わずか6時間で5つの法案が可決された。立法府は「緊急事態が発生した場合」にも臨時会期を召集することができるが、これまで召集されたことはない。
2009年まで、立法府の定例会期は2年に1度だった。第71号議案が有権者に付託された2010年の立法会期は、2009年の会期中に過半数の議員によって承認された臨時会期であった。年会制の推進は、少なくとも1981年までさかのぼる。議員を対象とした調査では、3分の2が年会制への移行を支持していた。

## 議員報酬
オレゴン州では、議員の仕事は「パートタイム」とみなされ、それに応じた報酬が支払われる。議員の年俸は33,852ドルである。議長（下院議長と上院議長）の報酬は2倍で、年間67,704ドルである。会期中、議員には日当151ドルが支給される。
2022年通常議会では、オレゴン州アジア太平洋系アメリカ人ネットワーク（APANO）とファミリー・フォワード・オレゴンの要請により、議員の給与を引き上げるSB1566が提出された。SB1566は、米国労働省とオレゴン州雇用局が決定した前年度のオレゴン州の年間職業別平均賃金見積額と同額を立法議会議員の年俸とするものである。そして、2年に一度だけ、平均賃金に合うように給与を調整するよう指示している。また、13歳未満の子供や扶養家族がいる組合員には、育児手当を支給することも認めている。
フロイド・プロザンスキー上院議員（ユージーン郡選出）は公聴会で、この低賃金がオレゴン州民の議員への意欲を削いでいると述べ、新しい給与を承認するよう求めた。現在の給与は、個人的に裕福な人や複数の仕事を持つ人だけが議員に立候補することを奨励していると述べた。議員職は拘束時間が長いため、現在の給与では、当選後に議員職を続けることが経済的に困難な人もいる。結局、SB1566は上院規則委員会を通過することはできなかった。
これを受けて、3人のベテラン下院民主党議員は、SB1566の明白な失敗を理由に再選を目指さないことを共同で発表した。